# USS Raven (1940)
USS Raven (Nederlands: raaf) was een Amerikaanse mijnenveger van de Ravenklasse. Het schip was het tweede schip bij de Amerikaanse marine met de naam Raven. De Raven diende samen met het zusterschip de Osprey als voorbeeld voor de Aukklasse, waarvan 76 schepen werden gebouwd. Na uit dienst te zijn genomen werd het schip in 1967 voor de Californische kust tot zinken gebracht als doelschip.